# Тадани
Тада́ни (укр. Тадані) — село в Каменка-Бугской городской общине Львовского района Львовской области Украины, расположено на месте впадения в Западный Буг небольшой реки Горпинка.
Население по переписи 2001 года составляло 467 человек. Население по данным 2022 года составляло 422 человека. Занимает площадь 0,129 км². Почтовый индекс — 80404. Телефонный код — 3254.